# Výsypka Silvestr
Výsypka Silvestr je název rekultivované důlní výsypky, která se nachází v Karlovarském kraji v okrese Sokolov, mezi obcemi Dolní Rychnov a Březová, jižně od Sokolova. Výsypka zabírá plochu 270 ha.
Přestože se nachází při jižní okrajové zástavbě města Sokolov, leží celá výsypka na území obce Dolní Rychnov, v katastrálním území Dolní Rychnov.

## Historie

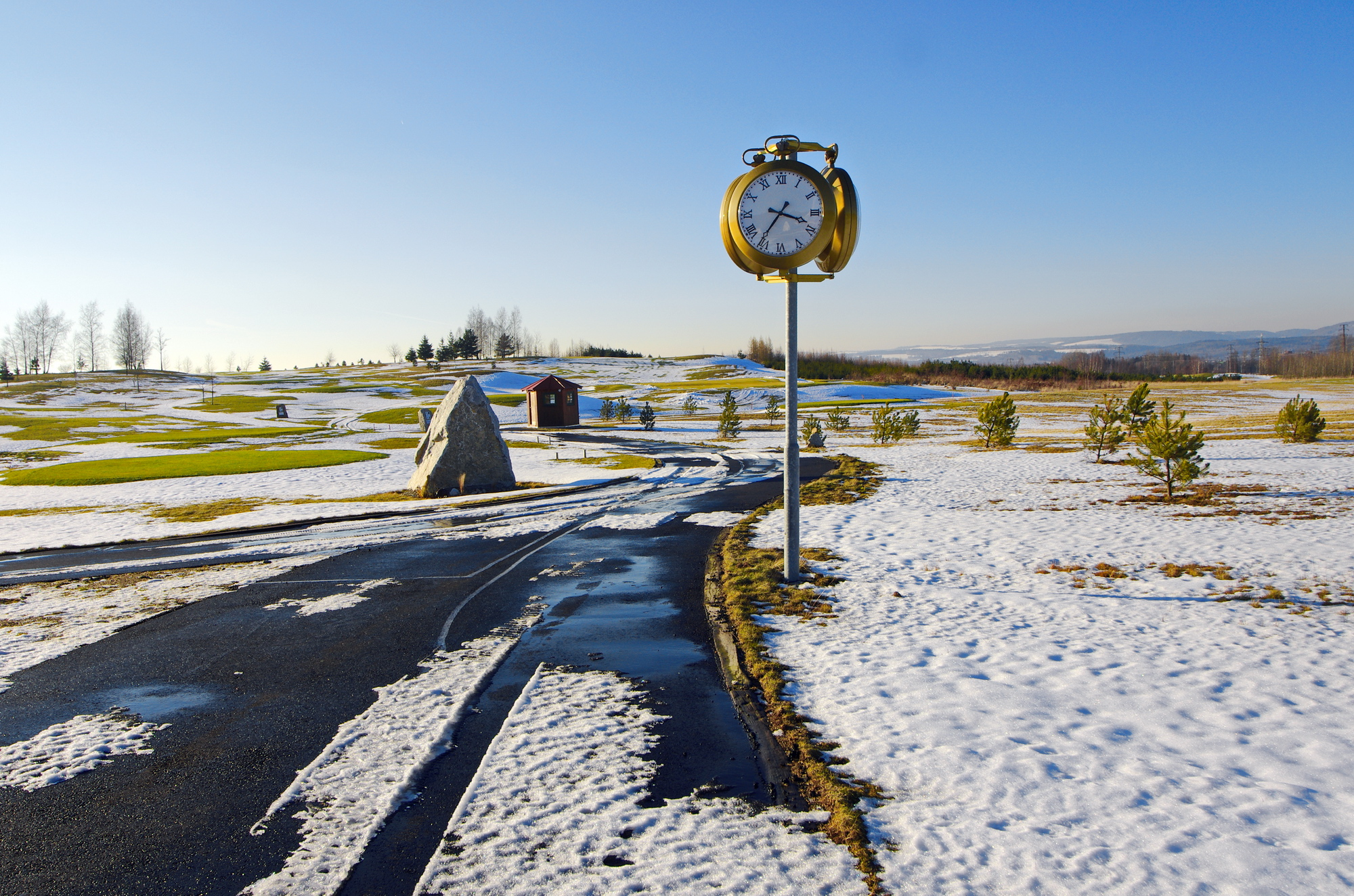
Pohled na okraj golfového hřiště v únoru 2015

Výsypka vznikla zasypáním vytěženého povrchového uhelného lomu Silvestr (ve starších důlních mapách též Sylvestr) skrývkovými hmotami z jiných sokolovských uhelných lomů, především lomů Medard a Michal. S otvírkou bývalého lomu Silvestr se začalo v roce 1939. Za celou životnost vytěžil lom 89 751 777 t uhlí a 51 549 060 m³ skrývky. Lom těžil uhelnou sloj Antonín a Anežka a jeho těžební činnost byla ukončena v roce 1981. Západní část vytěženého lomu byla ponechána k plavení popílku z elektrárny Tisová.
Ve východní části lomu Silvestr bylo vybudováno golfové hřiště s 18 jamkami o výměře necelých 100 ha. V rámci rekultivačních prací byly provedeny hrubé terénní úpravy, odvodnění a vytvořením sedmi malých vodních ploch. Projekt golfového hřiště zpracovala renomovaná německá firma Städler golf Courses. V zázemí osmnácti jamkového hřiště je i restaurace. Celé hřiště je automaticky zavlažované a na jeho ploše bylo v rámci lesnické rekultivace vysázeno na 700 velkých či středně vzrostlých stromů a 5 tisíc sazenic modřínu, dubu, jasanu, borovice a smrku. Zázemí golfu, závlahy, konečné úpravy tvaru golfového hřiště, zatravnění, budování greenů a odpališť, byly hrazeny z vlastních prostředků Sokolovské uhelné. V červenci 2025 byl uveden do provozu hotel Marshall.

## Další významné výsypky vokrese Sokolov
- Antonín
- Velká podkrušnohorská výsypka
- Lítov – Boden
- Loketská výsypka
- Smolnická výsypka

## Galerie

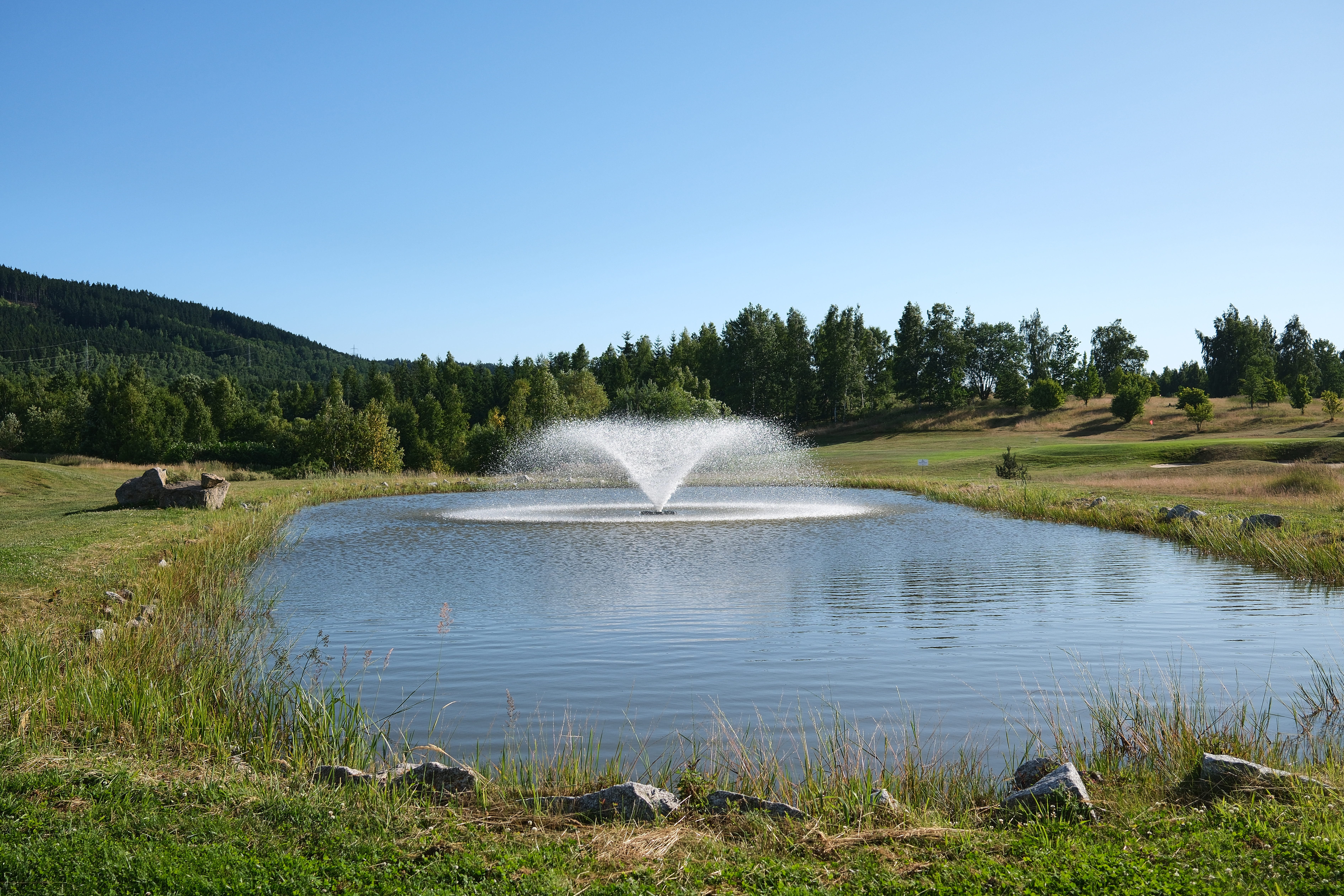
Fontána na hřišti
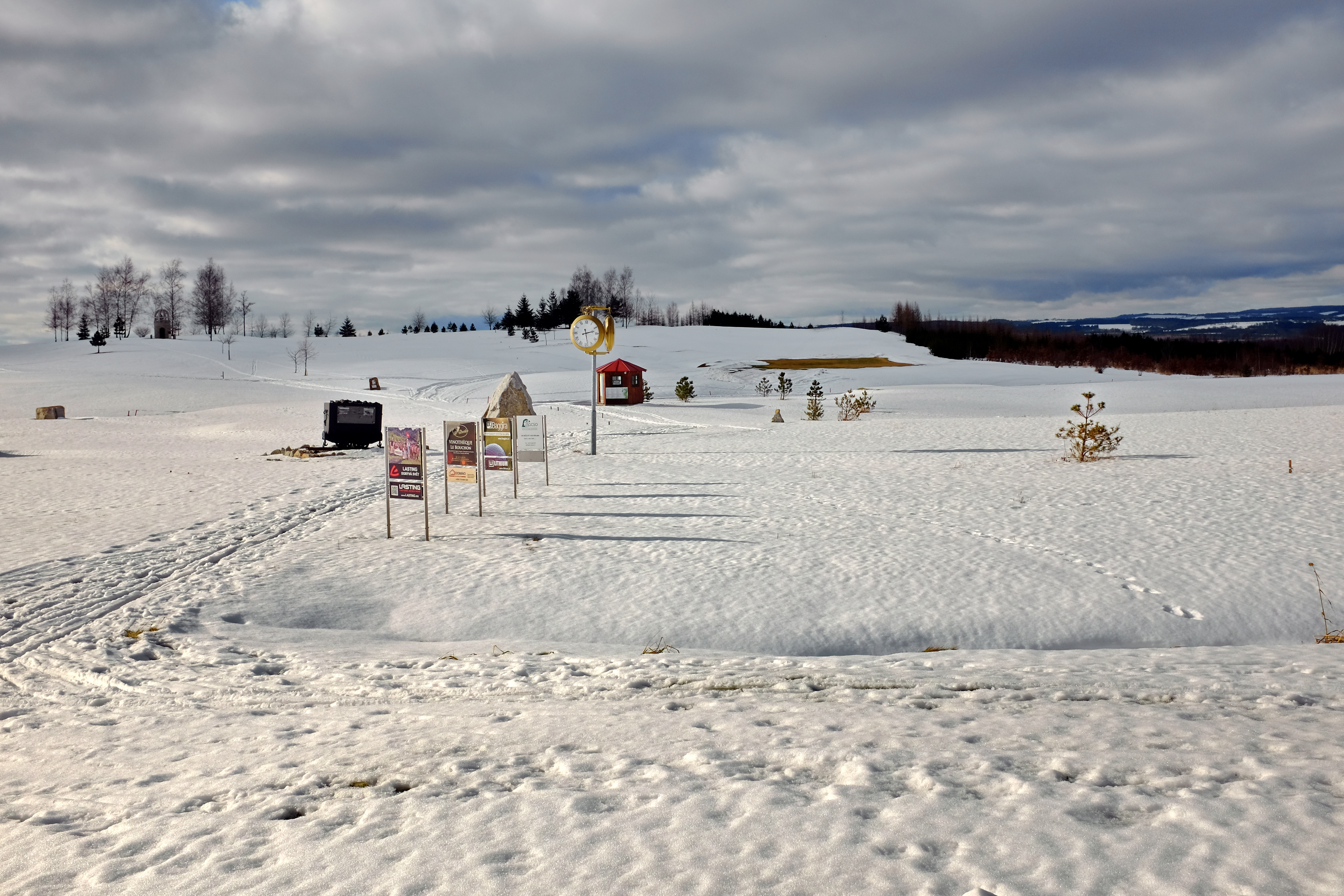
Hřiště v zimě
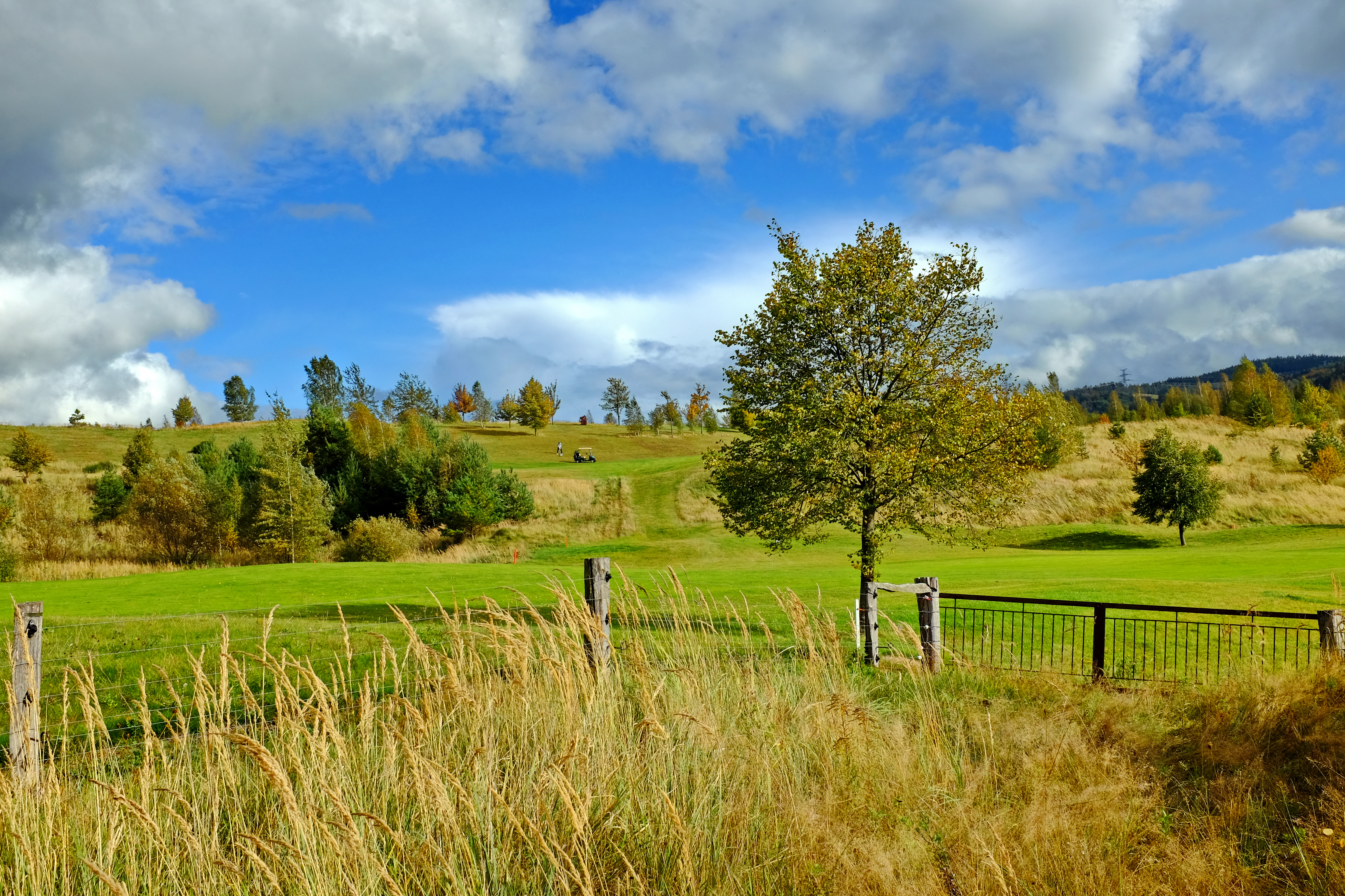
Okraj hřiště
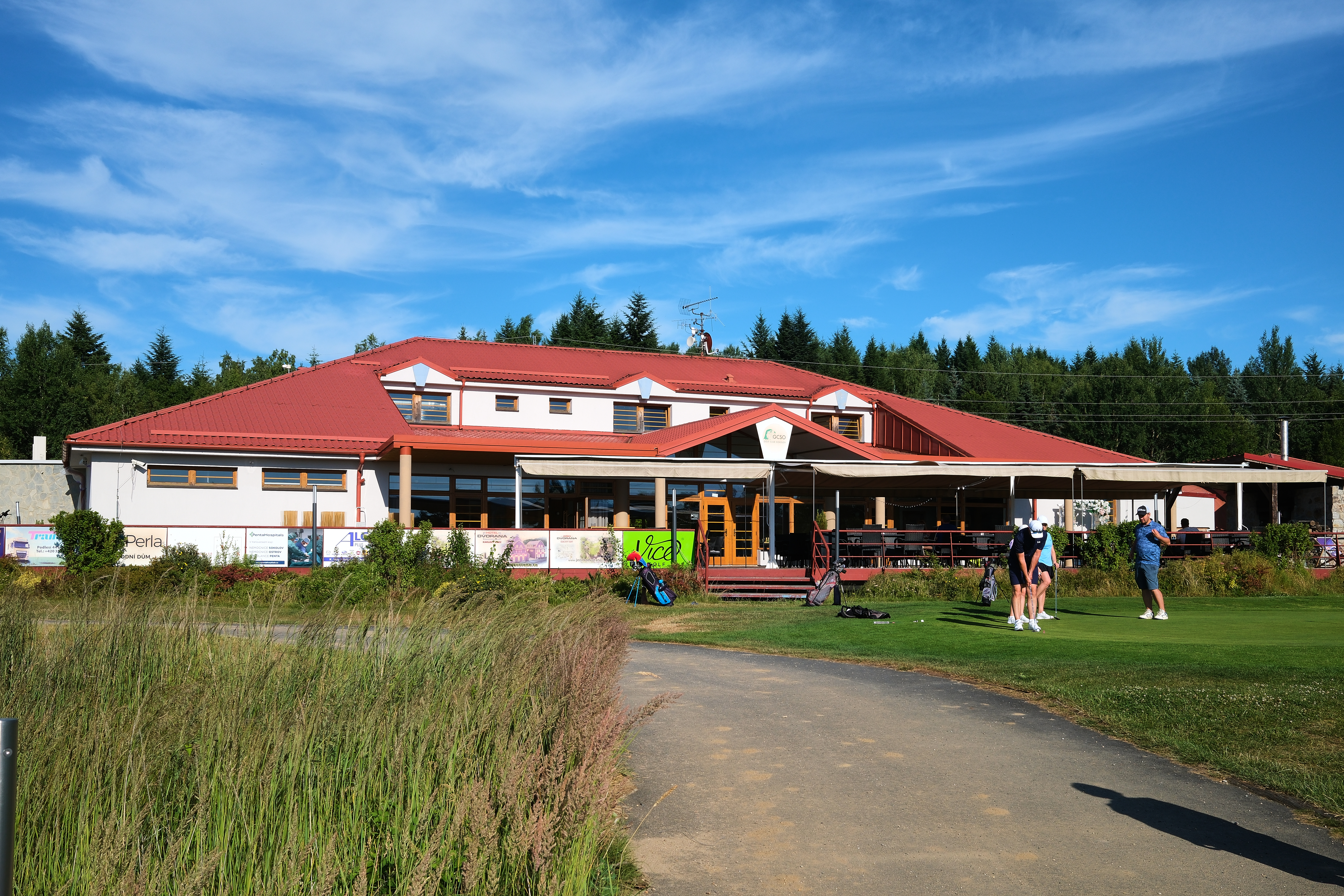
Klubovna a restaurace
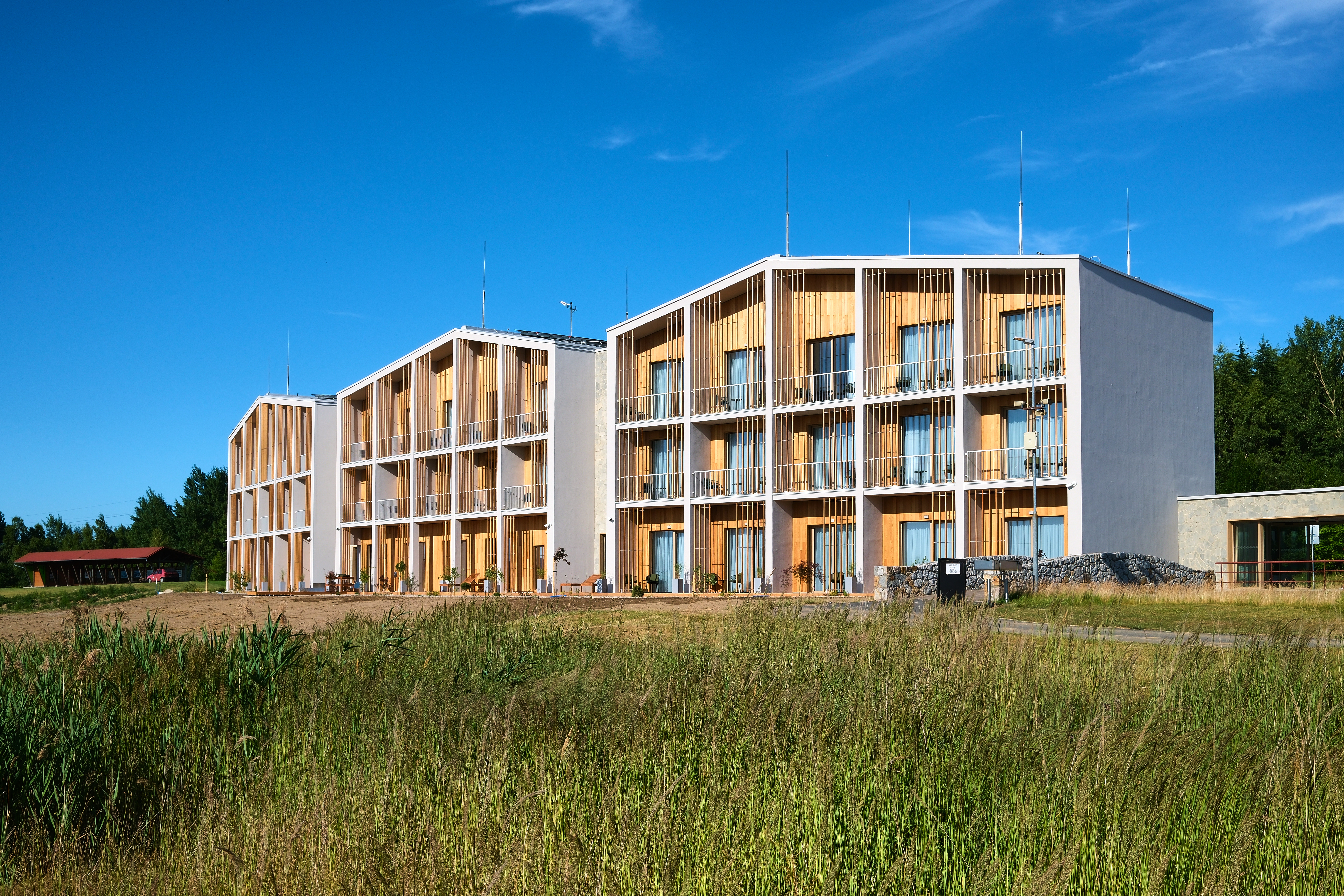
Hotel Marshall